# Ectopatria delographa
Ectopatria delographa là một loài bướm đêm trong họ Noctuidae.